# Josep Ponsatí
José Ponsatí (Bañolas, Gerona, 1947) es un artista español, que vive y trabaja en Porqueras (Gerona). 

## Trayectoria artística
Se formó en Barcelona con estancias en París y Nueva York, y participó en las acciones y eventos colectivos del conceptualismo de la Cataluña de finales de los años sesenta del siglo XX. Ha sido profesor de volúmenes en la escuela EINA, y es especialmente conocido por sus obras inflables, de carácter marcadamente efímero y reflexivo sobre el concepto de paisaje. En 2019 gana el Premio Nacional de Cultura de Cataluña.

### Exposiciones destacadas
Selección de exposiciones colectivas:
- 1969, Pictorama, Barcelona
- 1970, (con Robert Llimós), manifestació conceptual en la librería Anthropos de Barcelona
- 1972, 1900 m3, Vilanova de La Roca
- 1973, Art concept, Bañolas